# Ixora flagrans
Ixora flagrans är en måreväxtart som beskrevs av Cornelis Eliza Bertus Bremekamp. Ixora flagrans ingår i släktet Ixora och familjen måreväxter. Inga underarter finns listade i Catalogue of Life.